# Голд-Костський трамвай
Голд-Костський трамвай (англ. G:link) — трамвайна лінія в місті Голд-Кост, Квінсленд, Австралія.

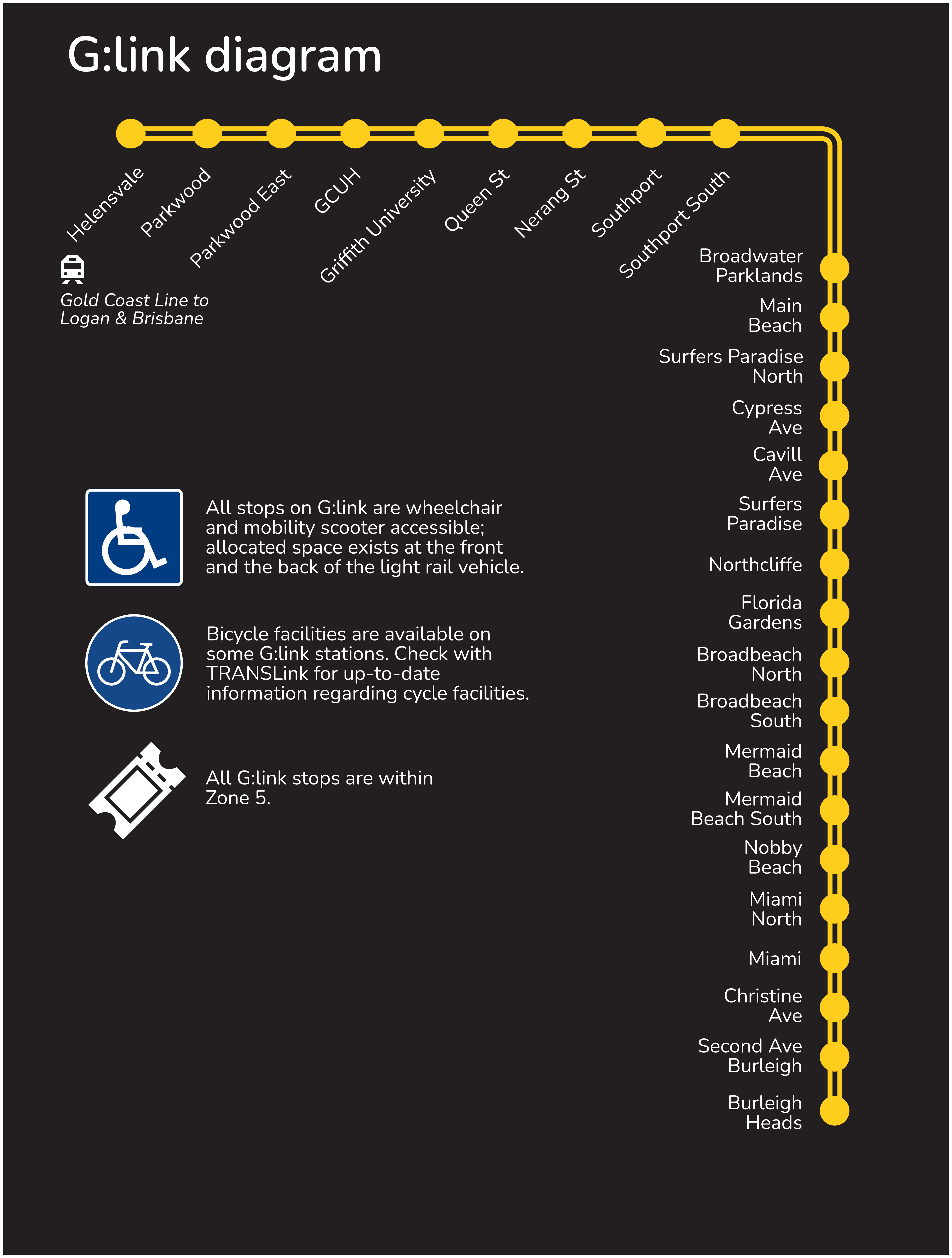
Схема лінії

## Історія
Перші ідеї будівництва трамвайної лінії в місті виникли у 1996 році, через декілька років обговорень уряд штату виділив кошти на розробку проекту будівництва трамвайної лінії. В 2009 році уряд Квінсленду затвердив проект, та почався пошук джерел фінансування. У липні 2011 року в межах Публічно-приватного партнерства був підписаний контракт на будівництво та подальшу експлуатацію першої в місті трамвайної лінії. Початкова ділянка лінії відкрита у 2014 році складалася з 13 км, і практично одразу почалося проектування другої черги. Будівництво другої черги мало на меті з'єднати трамвайну лінію з залізницею, щоб пасажири мали змогу пересісти на приміський потяг до Брисбену. Будівництво другої ділянки почалося в липні 2016 та тривало півтора року, розширення було відкрите 17 грудня 2017 року.

## Лінія
Єдина в місті лінія має 19 зупинок. Починається у передмісті Бродбіч, далі прямує в північному напрямку паралельно узбережжю Тихого океану, далі повертає в північно західному напрямку, перетинає річку Неранг та закінчується біля залізничної станції Геленсвеїл. На лінії використовуються низькопідлогові багатосекційні трамваї довжиною 43,5 метра, розраховані приблизно на 300 пасажирів з яких 80 сидячіх місць.

## Галерея

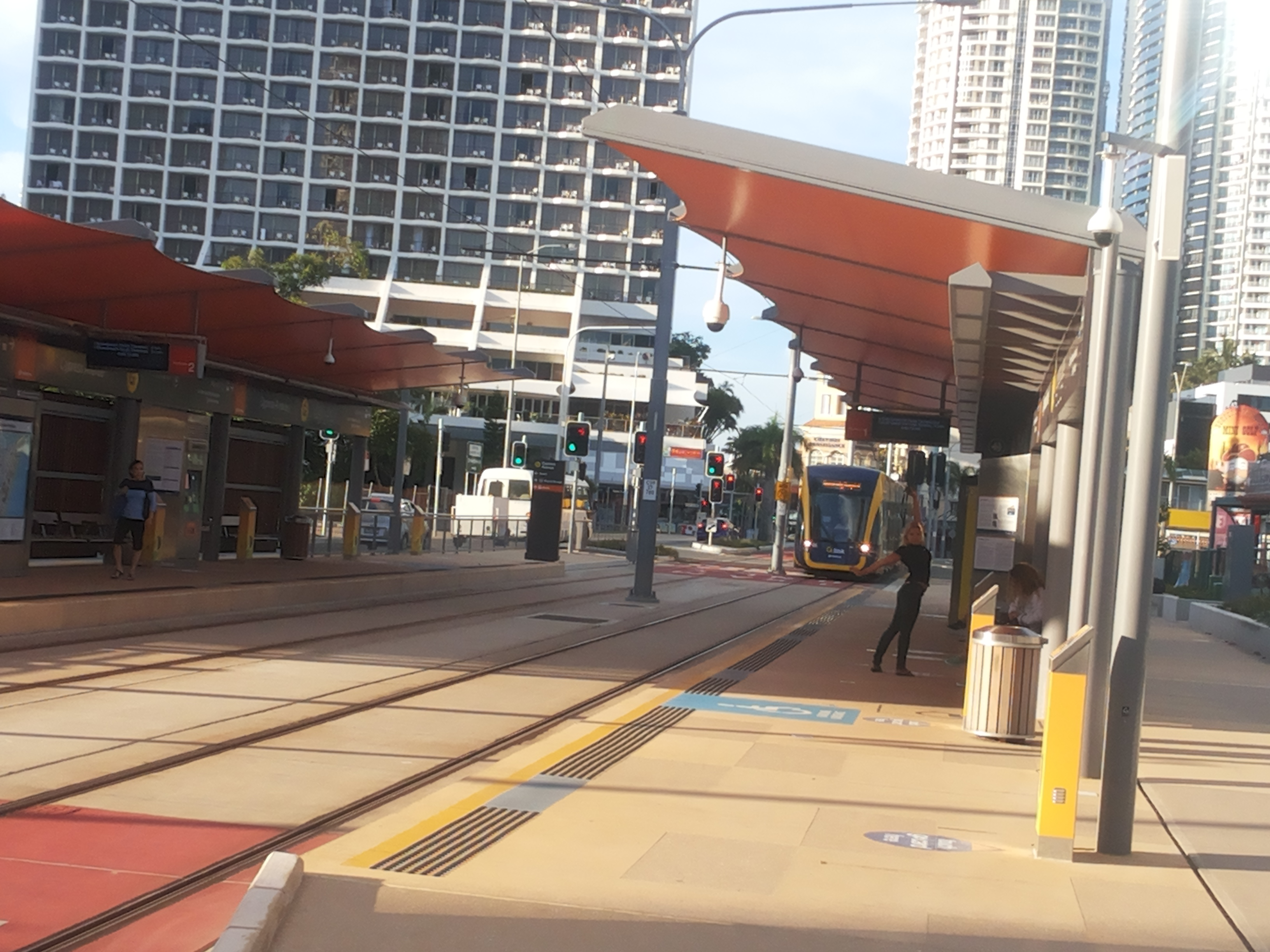
Зупинка «Cypress Avenue»
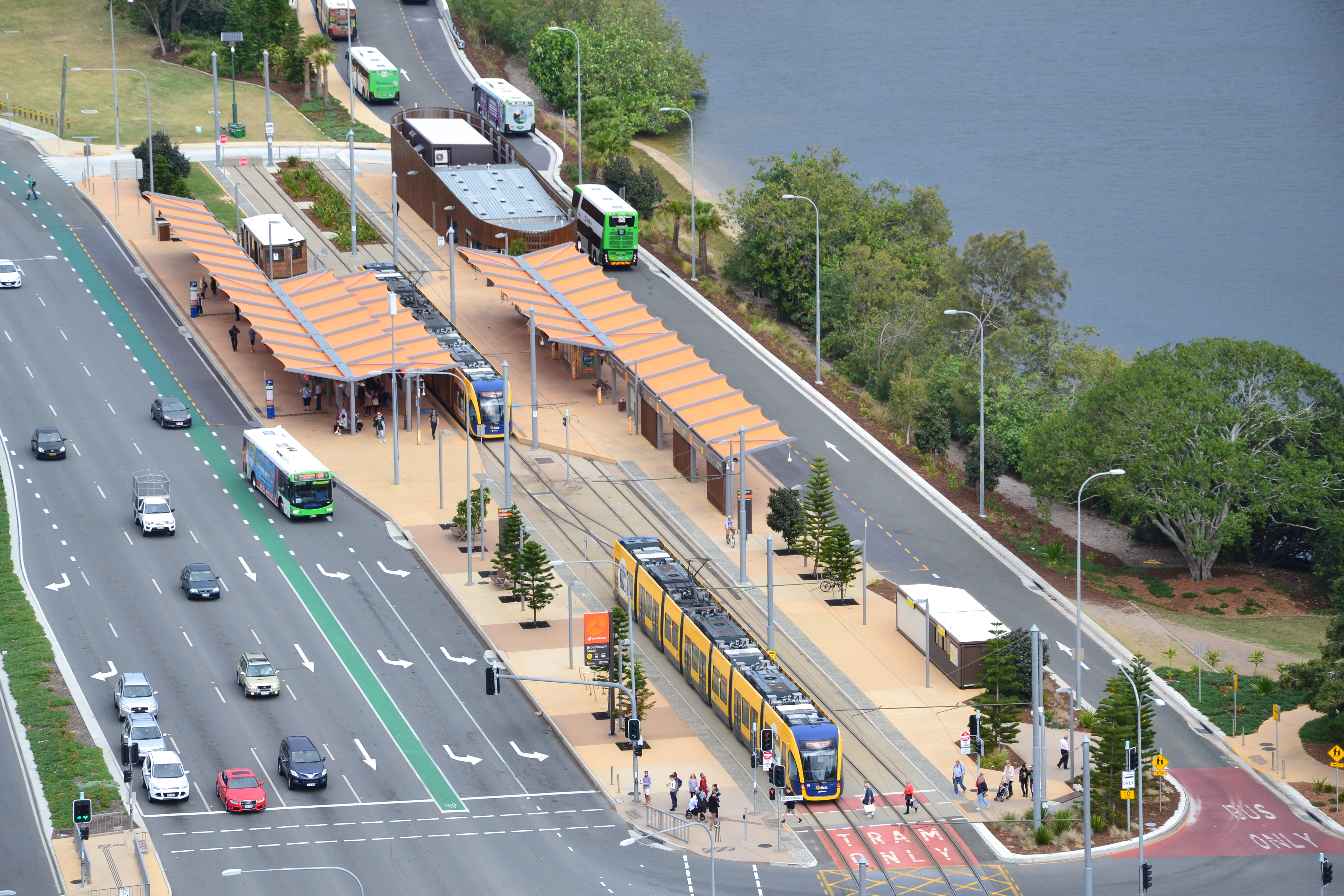
Кінцева зупинка «Broadbeach South»
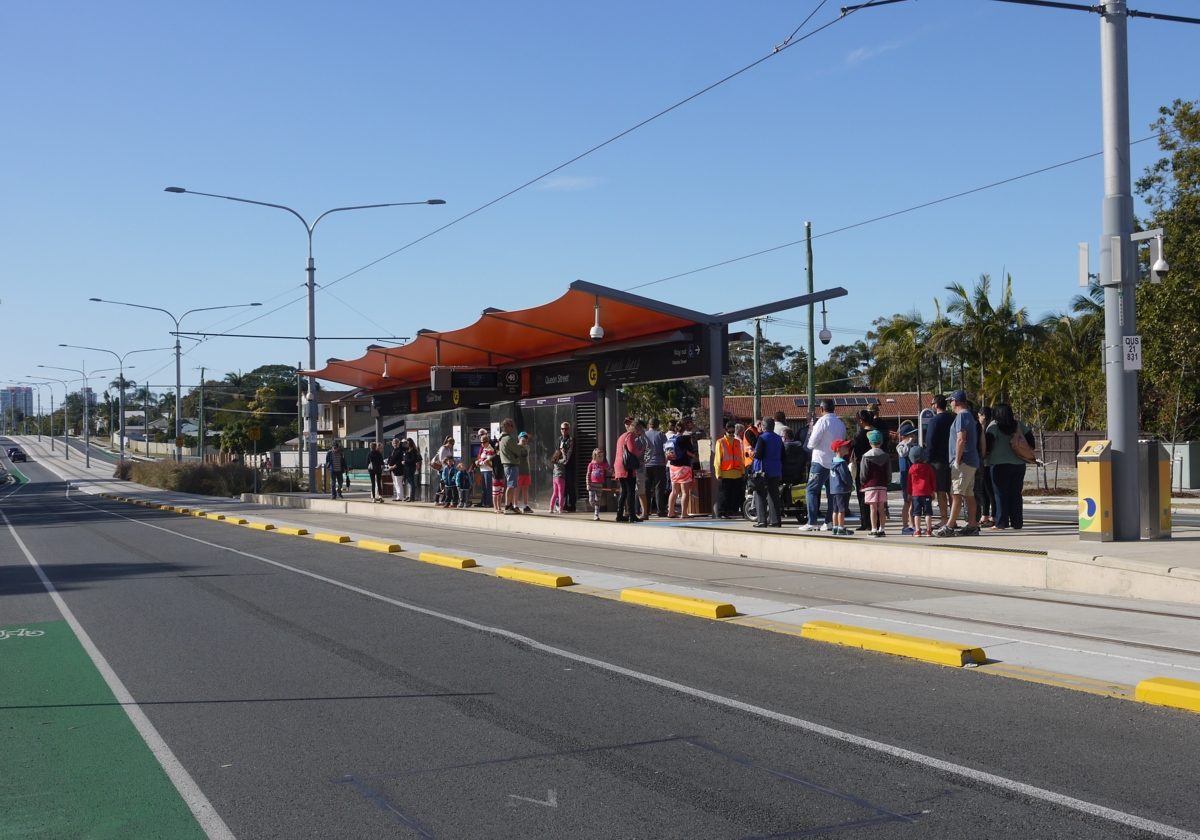
Зупинка «Queen Street»